# Svømning under sommer-OL 1952
Svømning under sommer-OL 1952. Der blev konkurreret i elleve svømmediscipliner, seks for mænd og fem for damer, i Helsingfors 1952.

## Medaljer
| Svømning OL 1952 Helsingfors | Svømning OL 1952 Helsingfors | Svømning OL 1952 Helsingfors | Svømning OL 1952 Helsingfors | Svømning OL 1952 Helsingfors | Svømning OL 1952 Helsingfors |
| ---------------------------- | ---------------------------- | ---------------------------- | ---------------------------- | ---------------------------- | ---------------------------- |
| Nr.                          | Land                         | Guld                         | Sølv                         | Bronze                       | Totalt                       |
| 1.                           | USA (USA)                    | 4                            | 2                            | 3                            | 9                            |
| 2.                           | Ungarn (HUN)                 | 4                            | 2                            | 1                            | 7                            |
| 3.                           | Frankrig (FRA)               | 1                            | 1                            | 1                            | 3                            |
| 4.                           | Australien (AUS)             | 1                            | 0                            | 0                            | 1                            |
| 4.                           | Sydafrika (RSA)              | 1                            | 0                            | 0                            | 1                            |
| 6.                           | Japan (JPN)                  | 0                            | 3                            | 0                            | 3                            |
| 6.                           | Holland (NED)                | 0                            | 3                            | 0                            | 3                            |
| 8.                           | Sverige (SWE)                | 0                            | 0                            | 2                            | 2                            |
| 9.                           | Brasilien (BRA)              | 0                            | 0                            | 1                            | 1                            |
| 9.                           | Danmark (DEN)                | 0                            | 0                            | 1                            | 1                            |
| 9.                           | New Zealand (NZL)            | 0                            | 0                            | 1                            | 1                            |
| 9.                           | Storbritannien (GBR)         | 0                            | 0                            | 1                            | 1                            |
| Totalt                       | Totalt                       | 11                           | 11                           | 11                           | 33                           |

## Herrer

### 100 m fri
| Plads | Udøver         | Land | Tid  |
| ----- | -------------- | ---- | ---- |
| 1.    | Clarke Scholes | USA  | 57.4 |
| 2.    | Hiroshi Suzuki | JPN  | 57.4 |
| 3.    | Göran Larsson  | SWE  | 58.2 |
| 4.    | Toru Goto      | JPN  | 58.5 |
| 5.    | Géza Kádas     | HUN  | 58.6 |
| 6.    | Rex Aubrey     | AUS  | 58.7 |

Clarke Scholes satte ny OL-rekord i semifinalen med tiden 57,1 sek.

### 400 m fri
| Plads | Udøver           | Land | Tid       |
| ----- | ---------------- | ---- | --------- |
| 1.    | Jean Boiteux     | FRA  | OR 4:30.7 |
| 2.    | Ford Konno       | USA  | 4:31.3    |
| 3.    | Per-Olof Östrand | SWE  | 4:35.2    |
| 4.    | Peter Duncan     | RSA  | 4:37.9    |
| 5.    | John Wardrop     | GBR  | 4:39.9    |
| 6.    | Wayne Moore      | USA  | 4:40.1    |

### 1500 m fri
| Plads | Udøver          | Land | Tid        |
| ----- | --------------- | ---- | ---------- |
| 1.    | Ford Konno      | USA  | OR 18:30.3 |
| 2.    | Shiro Hashizume | JPN  | 18:41.4    |
| 3.    | Tetsuo Okamoto  | BRA  | 18:51.3    |
| 4.    | James McLane    | USA  | 18:51.5    |
| 5.    | Joseph Bernardo | FRA  | 18:59.1    |
| 6.    | Yasuo Kitamura  | JPN  | 19:00.4    |

### 100 m ryg
| Plads | Udøver            | Land | Tid       |
| ----- | ----------------- | ---- | --------- |
| 1.    | Yoshinobu Oyakawa | USA  | OR 1:05.4 |
| 2.    | Gilbert Bozon     | FRA  | 1:06.2    |
| 3.    | Jack Taylor       | USA  | 1:06.4    |
| 4.    | Allen Stack       | USA  | 1:07.6    |
| 5.    | Pedro Galvão      | ARG  | 1:07.7    |
| 6.    | Robert Wardrop    | GBR  | 1:07.8    |

### 200 m bryst
| Plads | Udøver             | Land | Tid       |
| ----- | ------------------ | ---- | --------- |
| 1.    | John Davies        | AUS  | OR 2:34.4 |
| 2.    | Bowen Stassforth   | USA  | 2:34.7    |
| 3.    | Herbert Klein      | GER  | 2:35.9    |
| 4.    | Nobuyasu Hirayama  | JPN  | 2:37.4    |
| 5.    | Takayoshi Kajikawa | JPN  | 2:38.6    |
| 6.    | Jiro Nagasawa      | JPN  | 2:39.1    |

### 4x200 m fri
| Plads | Udøvere                                                                    | Land | Tid       |
| ----- | -------------------------------------------------------------------------- | ---- | --------- |
| 1.    | Wayne Moore Bill Woolsey Ford Konno James McLane                           | USA  | 8.31,1 OR |
| 2.    | Hiroshi Suzuki Yoshihiro Hamaguchi Toru Goto Teijiro Tanikawa              | JPN  | 8.33,5    |
| 3.    | Joseph Bernardo Aldo Eminente Alexandre Jany Jean Boiteux                  | FRA  | 8.45,9    |
| 4.    | Lars Svantesson Göran Larsson Per-Olof Östrand Olle Johansson Rolf Olander | SWE  | 8.46,8    |
| 5.    | László Gyöngyösi György Csordás Géza Kádas Imre Nyéki Gusztáv Kettesi      | HUN  | 8.52,6    |
| 6.    | Frank Botham Ronald Burns Thomas Welsh John Wardrop                        | GBR  | 8.52,9    |

## Damer

### 100 m fri
| Plads | Udøver                    | Land | Tid    |
| ----- | ------------------------- | ---- | ------ |
| 1.    | Katalin Szőke             | HUN  | 1:06.8 |
| 2.    | Hannie Termeulen          | NED  | 1:07.0 |
| 3.    | Judit Temes               | HUN  | 1:07.1 |
| 4.    | Joan Harrison             | RSA  | 1:07.1 |
| 5.    | Joan Alderson             | USA  | 1:07.1 |
| 6.    | Irma Heijting-Schuhmacher | NED  | 1:07.3 |

Judit Temes satte ny OL-rekord i kvalifiseringen med tiden 1.05,5 min.

### 400 m fri
| Plads | Udøver                   | Land | Tid       |
| ----- | ------------------------ | ---- | --------- |
| 1.    | Valéria Gyenge           | HUN  | OR 5:12.1 |
| 2.    | Éva Novák                | HUN  | 5:13.7    |
| 3.    | Evelyn Kawamoto          | USA  | 5:14.6    |
| 4.    | Carolyn Green            | USA  | 5:16.5    |
| 5.    | Ragnhild Andersen-Hveger | DEN  | 5:16.9    |
| 6.    | Éva Székely              | HUN  | 5:17.9    |

### 100 m ryg
| Plads | Udøver            | Land | Tid    |
| ----- | ----------------- | ---- | ------ |
| 1.    | Joan Harrison     | RSA  | 1:14.3 |
| 2.    | Geertje Wielema   | NED  | 1:14.5 |
| 3.    | Jean Stewart      | NZL  | 1:15.8 |
| 4.    | Joke de Korte     | NED  | 1:15.8 |
| 5.    | Barbara Stark     | USA  | 1:16.2 |
| 6.    | Gertrud Herrbruck | GER  | 1:18.0 |

Geertje Wielema satte ny OL-rekord i kvalificeringen med tiden 1,13.8 min.

### 200 m bryst
| Plads | Udøver           | Land | Tid       |
| ----- | ---------------- | ---- | --------- |
| 1.    | Éva Székely      | HUN  | OR 2:51.7 |
| 2.    | Éva Novák        | HUN  | 2:54.4    |
| 3.    | Helen Gordon     | GBR  | 2:57.6    |
| 4.    | Klára Killermann | HUN  | 2:57.6    |
| 5.    | Jytte Hansen     | DEN  | 2:57.8    |
| 6.    | Maria Gavrisj    | URS  | 2:58.9    |

### 4x100 m fri
| Plads | Udøvere                                                                                  | Land | Tid       |
| ----- | ---------------------------------------------------------------------------------------- | ---- | --------- |
| 1.    | Ilona Novák Judit Temes Éva Novák Katalin Szőke                                          | HUN  | WR 4.24,4 |
| 2.    | Marie-Louise Linssen-Vaessen Koosje van Voorn Hannie Termeulen Irma Heijting-Schuhmacher | NED  | 4.29,0    |
| 3.    | Jacqueline LaVine Marilee Stepan Joan Alderson Evelyn Kawamoto                           | USA  | 4.30,1    |
| 4.    | Rita Larsen Mette Petersen Greta Andersen Ragnhild Andersen-Hveger                       | DEN  | 4.36,2    |
| 5.    | Phyllis Linton Jean Botham Angela Barnwell Lillian Preece                                | GBR  | 4.37,8    |
| 6.    | Marianne Lundquist Anita Andersson Maud Berglund Ingegärd Fredin                         | SWE  | 4.39,0    |